# Річард Роджерс

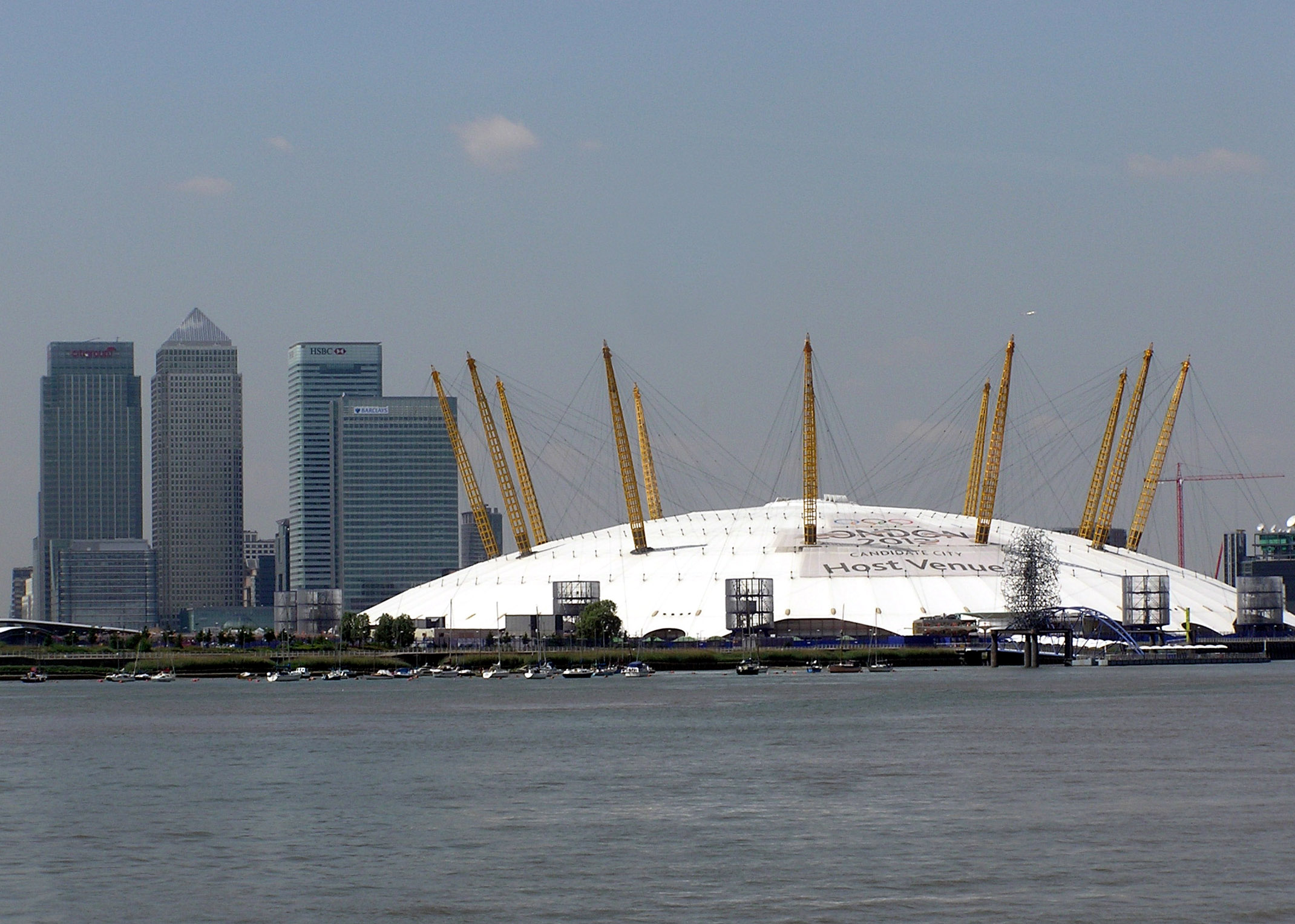
Мілленніум-доум, Лондон

Рі́чард Ро́джерс (англ. Richard Rogers; 23 липня 1933, Флоренція, Італія — 18 грудня 2021, Лондон, Велика Британія) — британський архітектор, якого разом з Ренцо Піано і Норманом Фостером вважають творцями стилю хай-тек; лауреат Імператорської та Пріцкерівської (2007) премій.

## Життєпис
Народився 23 липня 1933 у Флоренції (Італія). Навчався у Школі Архітектурної Асоціації (АА) у Лондоні. Пізніше з Норманом Фостером навчались в Єльському університеті (закінчив у 1962).
Згодом Р. Роджерс і Норман Фостер з дружинами створили архітектурне бюро Team 4 («Команда чотирьох»).

## Проєкти
Маніфестом нового стилю хай-тек став проєкт Р. Роджерса, спільний з Р. П'яно, — Центр Помпіду в Парижі (1971-77).
Інші значні проєкти Річарда Роджерса —

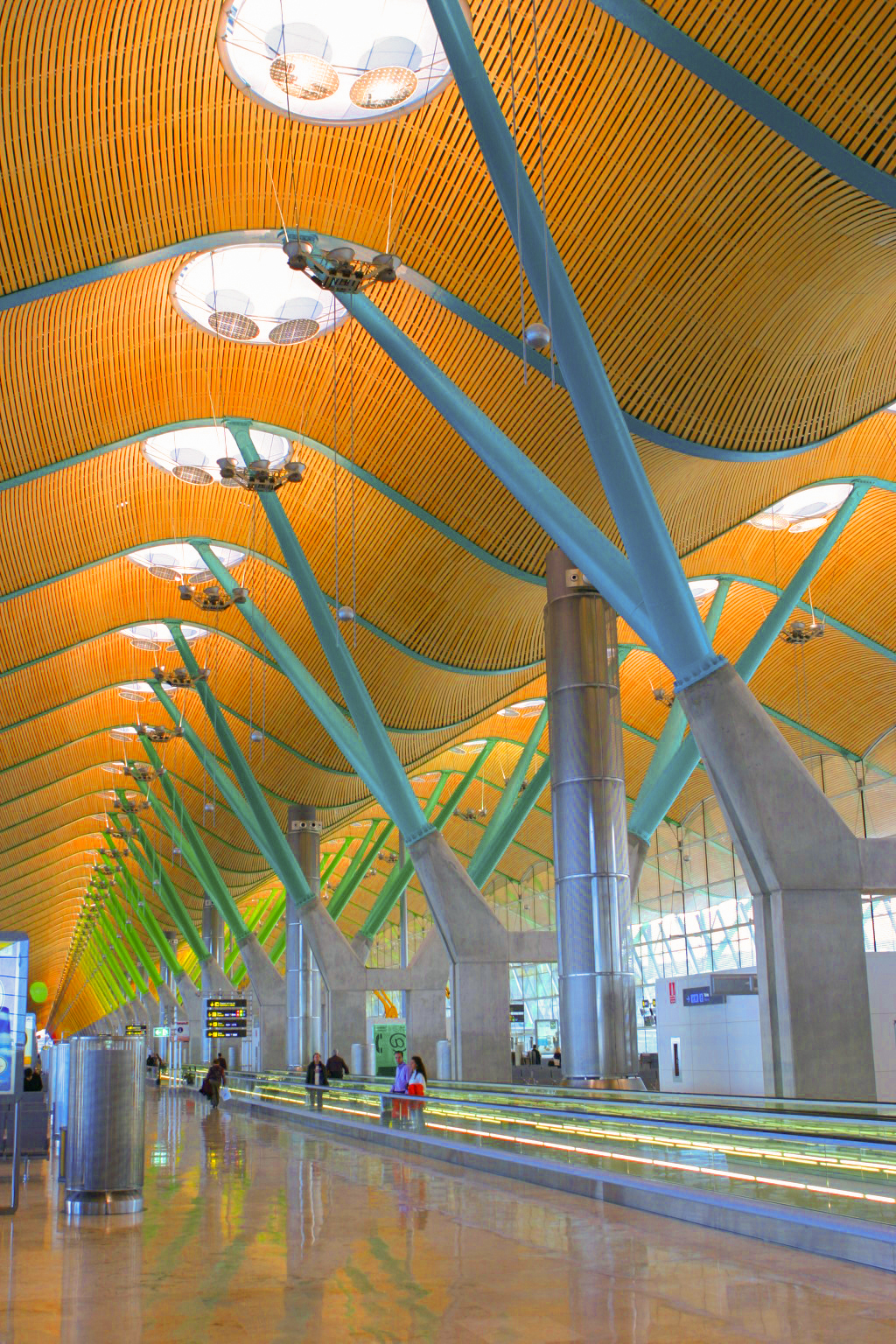
Інтер'єр 4-го терміналу мадридського аеропорту Барахас (Barajas)

- Штаб-квартира страхової компанії «Ллойд» у Лондоні (1979-84)
- будівля Європейського суду з прав людини в Страсбурзі, Франція (1984)
- Будинок правосуддя [Архівовано 9 жовтня 2008 у Wayback Machine.] у Бордо, Франція (1998)
- виставкова зала Мілленніум-доум у Лондоні (1999)
- 88 Wood Street, Лондон (1993–2001)
- будинок бізнес-парку Chiswick Park у Лондоні (2002)
- 4-й термінал Мадридського аеропорту Барахас (Barajas) (2005)
- Будинок правосуддя в Антверпені, Бельгія (2005)
- Башта Есперія (Hesperia), Барселона, Каталонія, Іспанія (2005)
- нова будівля Національної Асамблеї Уельсу (The Senedd), Кардіфф (2006)
- реконструкція будинку Las Arenas, Барселона (закінчення робіт очікується у 2009)
- будинок Leadenhall Building (закінчення робіт очікується у 2010)
- 5-й термінал аеропорту Хітроу (Heathrow), Лондон (2008) Галерея 5-го терміналу Аеропорту Хітроу
- 360-London
- 300 Авеню Нью-Джерсі (New Jersey Avenue), Вашингтон (закінчення робіт — 2009)
- Парк Ван-Гайд (One Hyde Park) [Архівовано 13 листопада 2013 у Wayback Machine.], Лондон (закінчення робіт — 2010)

## Відзнаки і нагороди
У 1991 королева Великої Британії Єлизавета II посвятила Р. Роджерса у барони (Baron Rogers of Riverside).
У 2007 відзначено Пріцкерівською премією.
Має почесні вчені звання Оксфордського Університету Брукс (Oxford Brookes University) та Кентського університету.

## Галерея

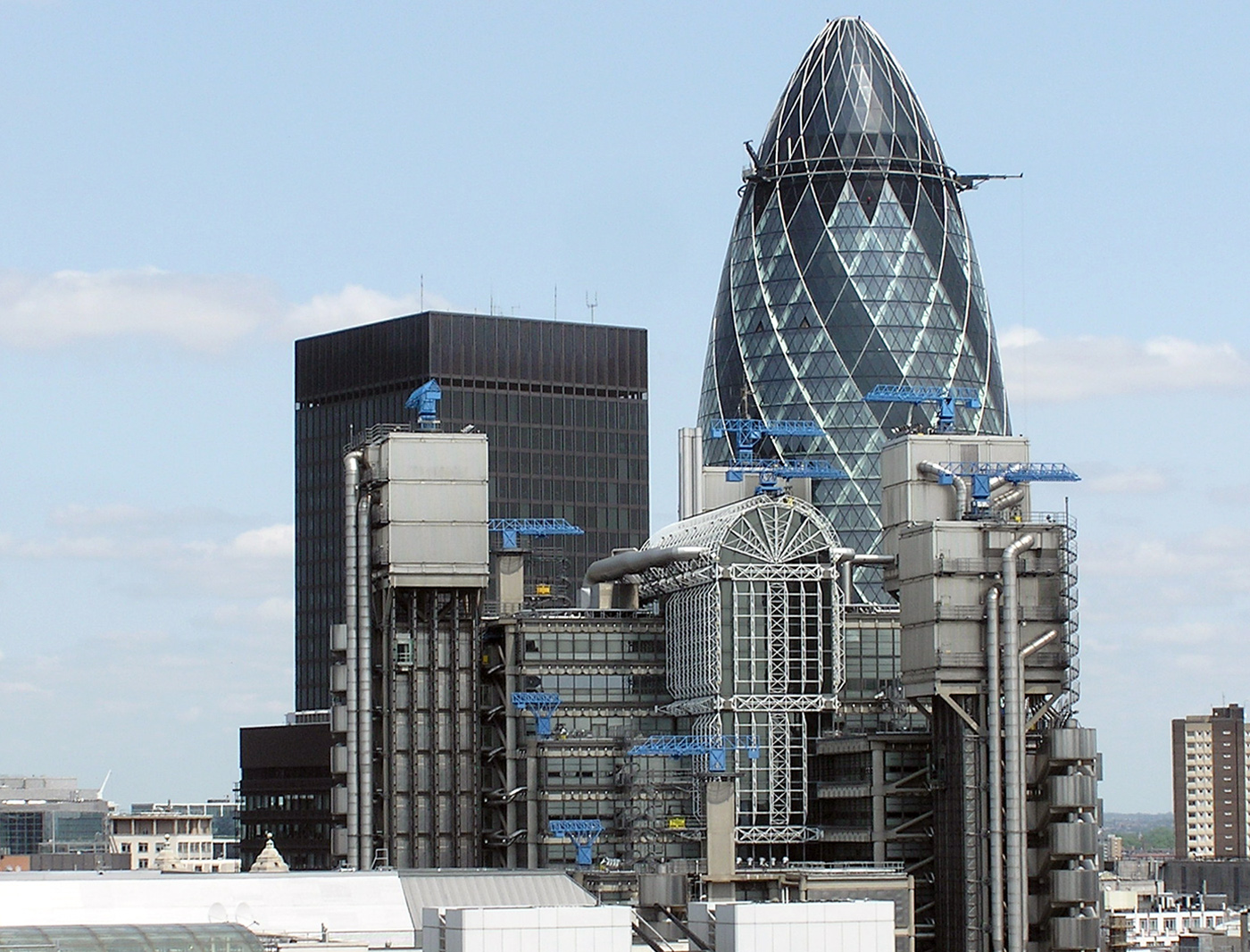
Штаб-квартира компанії «Ллойд»
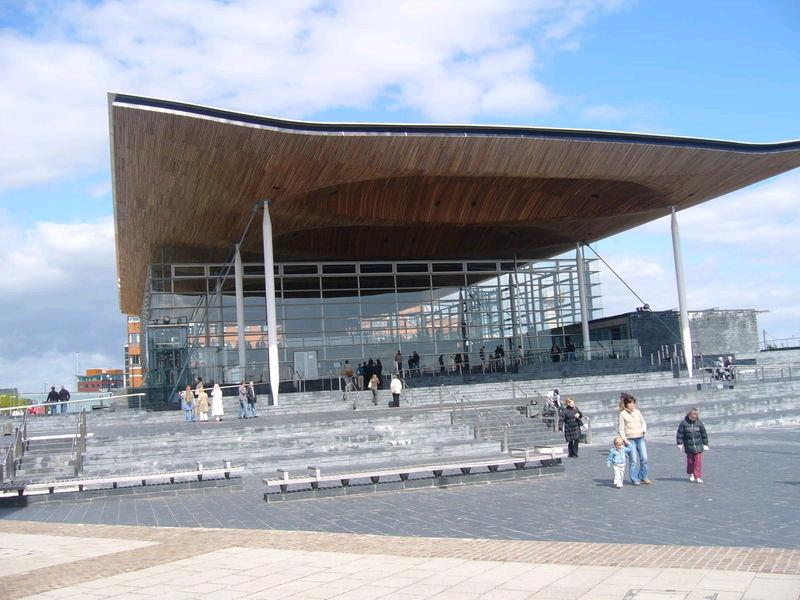
Будинок Нац. Асамблеї Уельсу (The Senedd)